# Pölzig

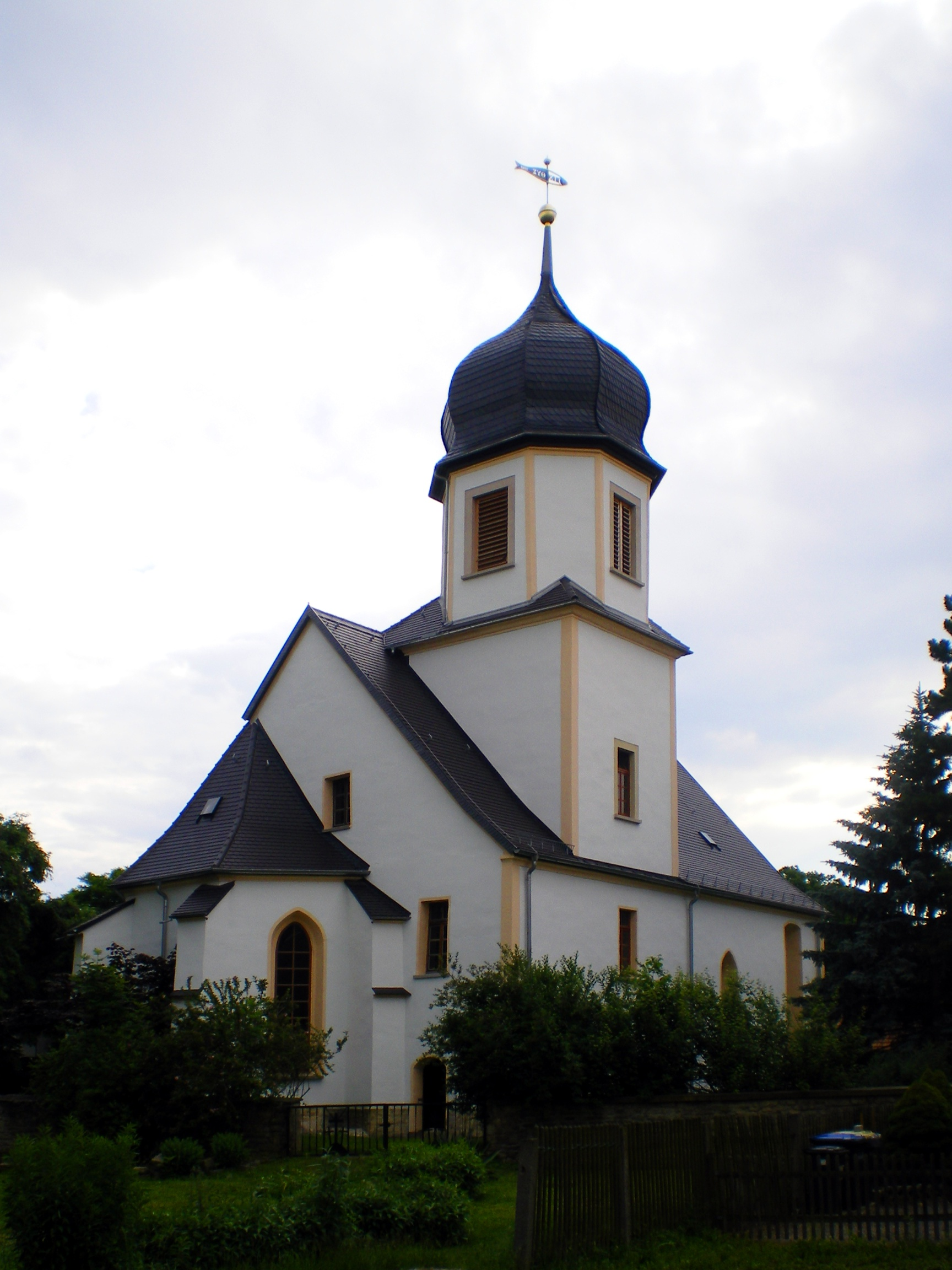
Pölziger Kirche

Pölzig ist die nördlichste Gemeinde im thüringischen Landkreis Greiz direkt an der Landesgrenze zu Sachsen-Anhalt. Sie gehört zur Verwaltungsgemeinschaft Am Brahmetal.

## Geographie
Angrenzende Gemeinden sind Bethenhausen, Hirschfeld und Reichstädt im Landkreis Greiz, die kreisfreie Stadt Gera sowie die zum sachsen-anhaltischen Burgenlandkreis gehörenden Gemeinden Schnaudertal und Gutenborn.
Die Gemeinde Pölzig gliedert sich in die drei Ortsteile Pölzig (mit den Weilern Unterau und Wüstenroda), Beiersdorf und Sachsenroda.

## Geschichte
Pölzig wurde 1184 erstmals schriftlich erwähnt. Der Ort entwickelte sich im 14. Jahrhundert zu einer frühstädtischen Siedlung und wurde auch in einer Urkunde an die Wettiner vom 15. Mai 1328 als Städtlein erwähnt, mit natürlichen Wallanlagen zur Befestigung dieser. Allerdings erhielt Pölzig im Spätmittelalter nicht das Stadtrecht wie etwa Schmölln oder Lucka, die genau wie Pölzig seit 1603 zum Herzogtum Sachsen-Altenburg gehörten.
In dem Ort existierte weiterhin eine Burg, die auch 1328 Erwähnung fand und aus der sich später das Rittergut Pölzig entwickelte. Heinrich von Creytz († 1207) wird dort als Besitzer genannt. Das Rittergut war noch 1580 im Besitz von Hildebrand von Creytz. 1622 befand sich hier eine herzögliche Münzstätte. Ab 1681 war das Rittergut im Besitz von Volkmar Dietrich von Zehmen. Danach kaufte es Elias Andreas Henckel von Donnersmarck. Der Turm des Schlosses wurde am 25. Oktober 1936 von dem damaligen Besitzer, der das Rittergut ein Jahr zuvor erwarb, gesprengt und das Bauwerk teilweise abgetragen. Bis 1950 existierte in Pölzig eine Zigarrenfabrik, an die heute ein Denkmal in Form einer Zigarre erinnert.
Pölzig gehörte zum wettinischen Amt Altenburg, welches ab dem 16. Jahrhundert aufgrund mehrerer Teilungen im Lauf seines Bestehens unter der Hoheit folgender Ernestinischer Herzogtümer stand: Herzogtum Sachsen (1554 bis 1572), Herzogtum Sachsen-Weimar (1572 bis 1603), Herzogtum Sachsen-Altenburg (1603 bis 1672), Herzogtum Sachsen-Gotha-Altenburg (1672 bis 1826). Bei der Neuordnung der Ernestinischen Herzogtümer im Jahr 1826 kam der Ort wiederum zum Herzogtum Sachsen-Altenburg. Nach der Verwaltungsreform im Herzogtum gehörte Pölzig bezüglich der Verwaltung zum Ostkreis (bis 1900) bzw. zum Landratsamt Ronneburg (ab 1900). Das Dorf gehörte ab 1918 zum Freistaat Sachsen-Altenburg, der 1920 im Land Thüringen aufging. 1922 kam Pölzig zum Landkreis Gera.
Am 1. Juli 1950 wurde die bis dahin eigenständige Gemeinde Sachsenroda eingegliedert. Beiersdorf folgte am 1. Juli 1961. Bei der zweiten Kreisreform in der DDR wurden 1952 die bestehenden Länder aufgelöst und die Landkreise neu zugeschnitten. Somit kam die Gemeinde Pölzig zum Kreis Gera-Land im Bezirk Gera, der seit 1990 als Landkreis Gera zu Thüringen gehörte und bei der thüringischen Kreisreform 1994 im Landkreis Greiz aufging.

### Einwohnerentwicklung
Entwicklung der Einwohnerzahl (ab 1994 31. Dezember):
| - 1790: 0733 - 1885: 1.219 - 1994: 1.283 - 1995: 1.288 - 1996: 1.293 - 1997: 1.276 - 1998: 1.327 - 1999: 1.364 | - 2000: 1.389 - 2001: 1.373 - 2002: 1.378 - 2003: 1.387 - 2004: 1.365 - 2005: 1.358 - 2006: 1.293 - 2007: 1.324 | - 2008: 1.288 - 2009: 1.273 - 2010: 1.257 - 2011: 1.245 - 2012: 1.217 - 2013: 1.189 - 2014: 1.190 - 2015: 1.165 | - 2016: 1.169 - 2017: 1.164 - 2018: 1.154 - 2019: 1.164 - 2020: 1.141 - 2021: 1.132 - 2022: 1.101 - 2022: 1.076 | - 2023: 1.075 |

Datenquelle ab 1994: Thüringer Landesamt für Statistik

## Sehenswürdigkeiten

### Bockwindmühle Pölzig
Auf privatem Grund befindet sich die ehemalige Bockwindmühle von Pölzig. Sie liegt östlich des Straßenabzweiges nach Beiersdorf an den „Pölziger Höhen“. Die Mühle wurde mit einem Ziegelunterbau und -anbau zur Nutzung als Wohngebäude oder Lagerraum umgestaltet, die Windmühlenflügel sind mit Stand 2023 nicht mehr vorhanden.

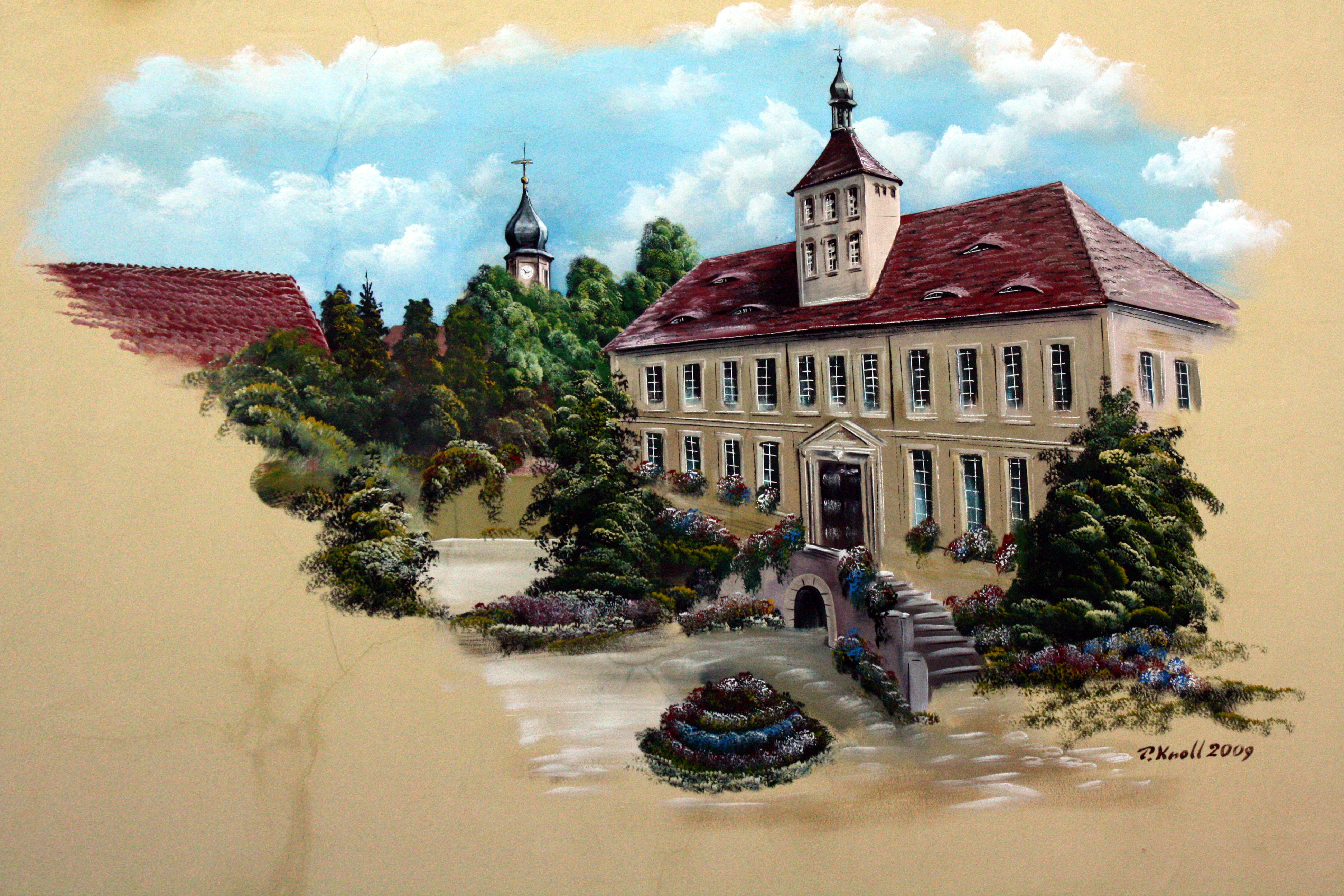
Ehemaliges Schloss
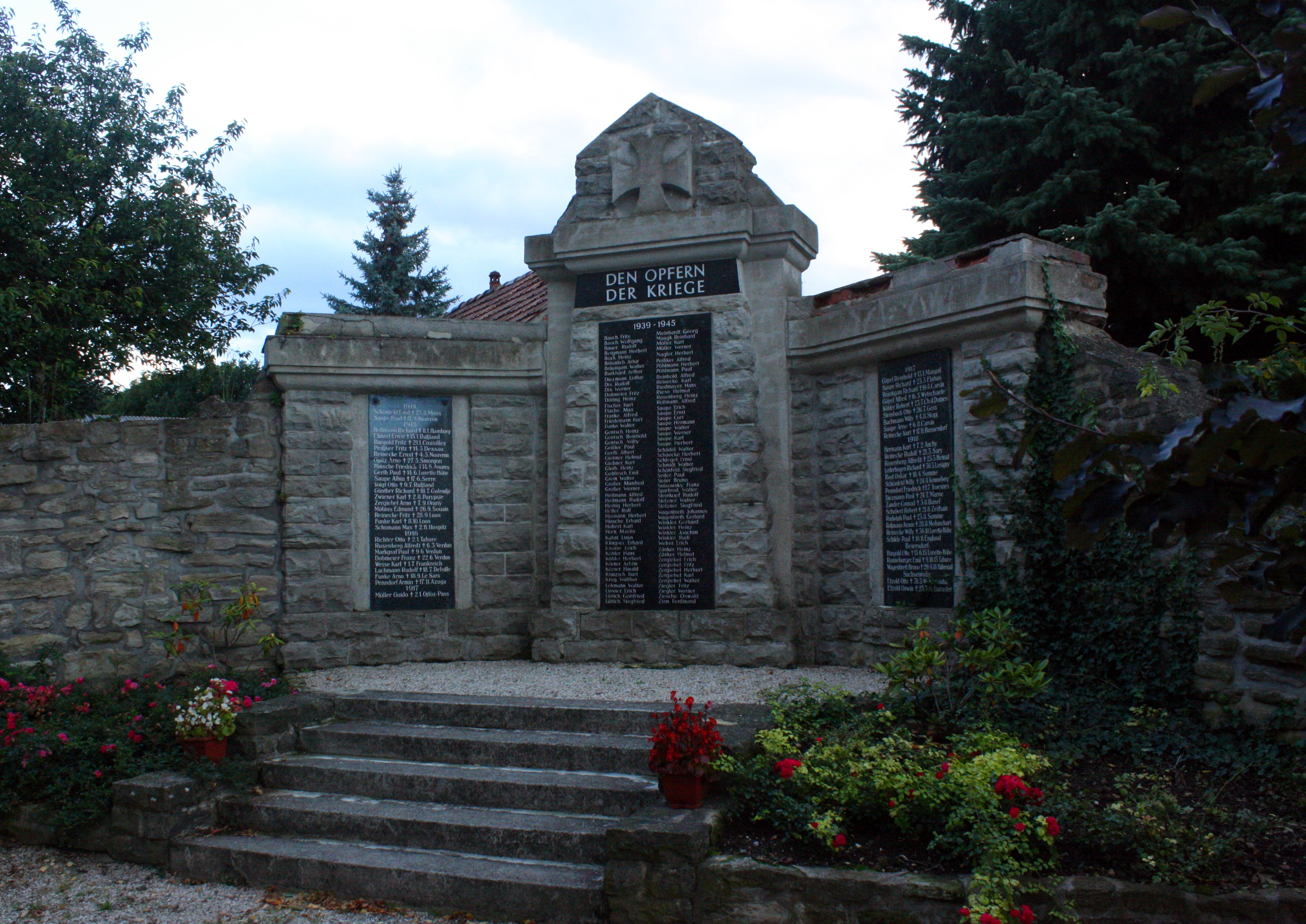
Gefallenendenkmal an der Kirche
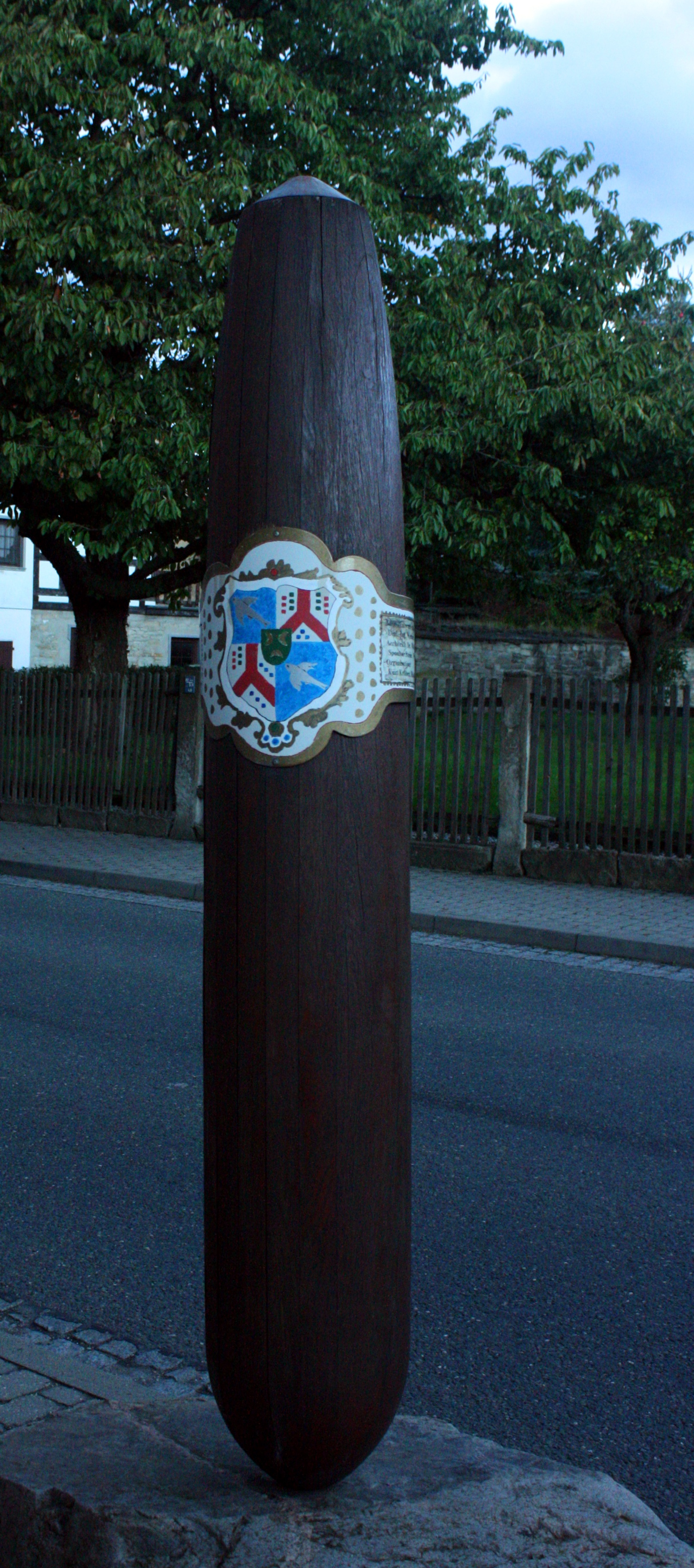
Zigarrendenkmal
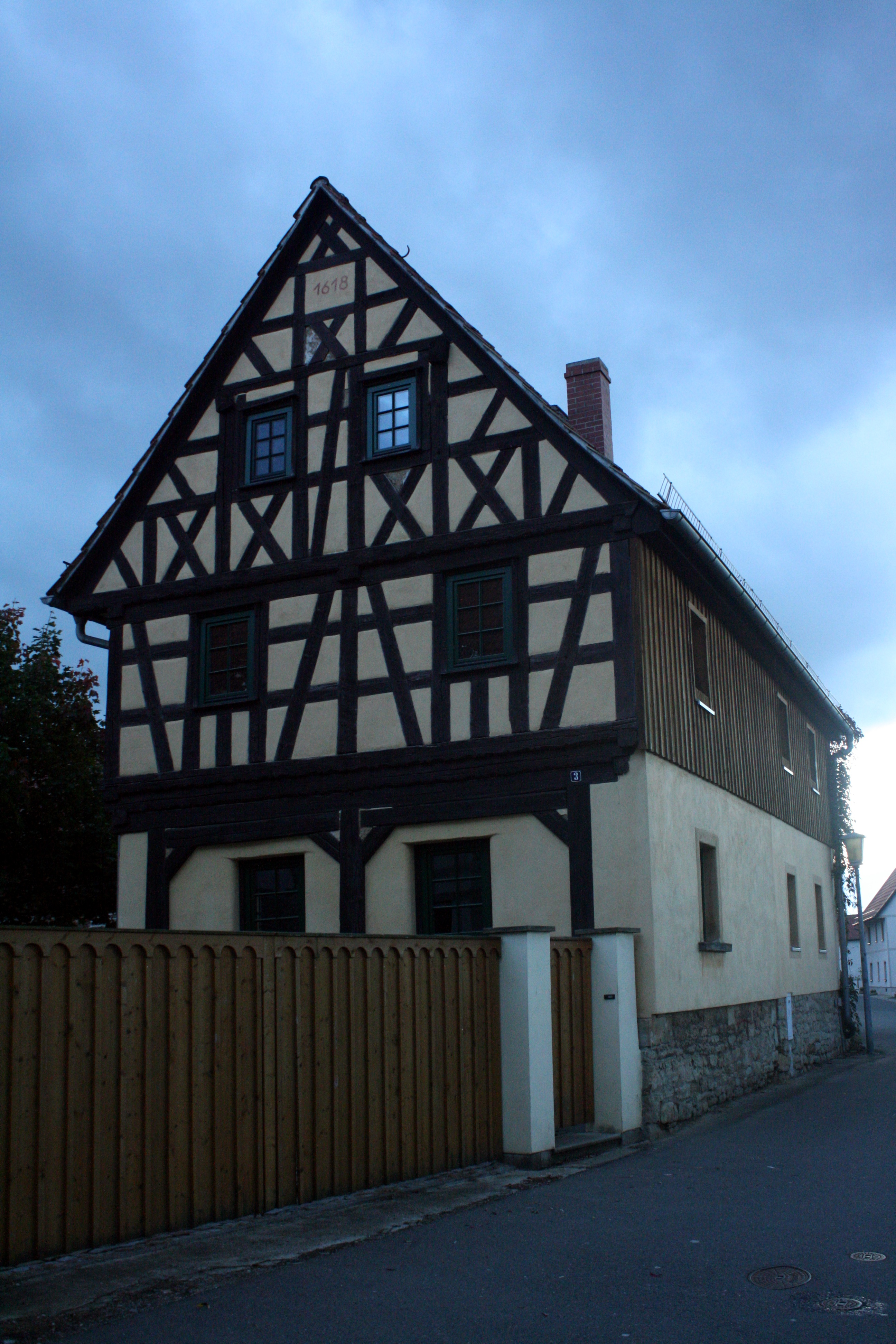
Umgebindehaus
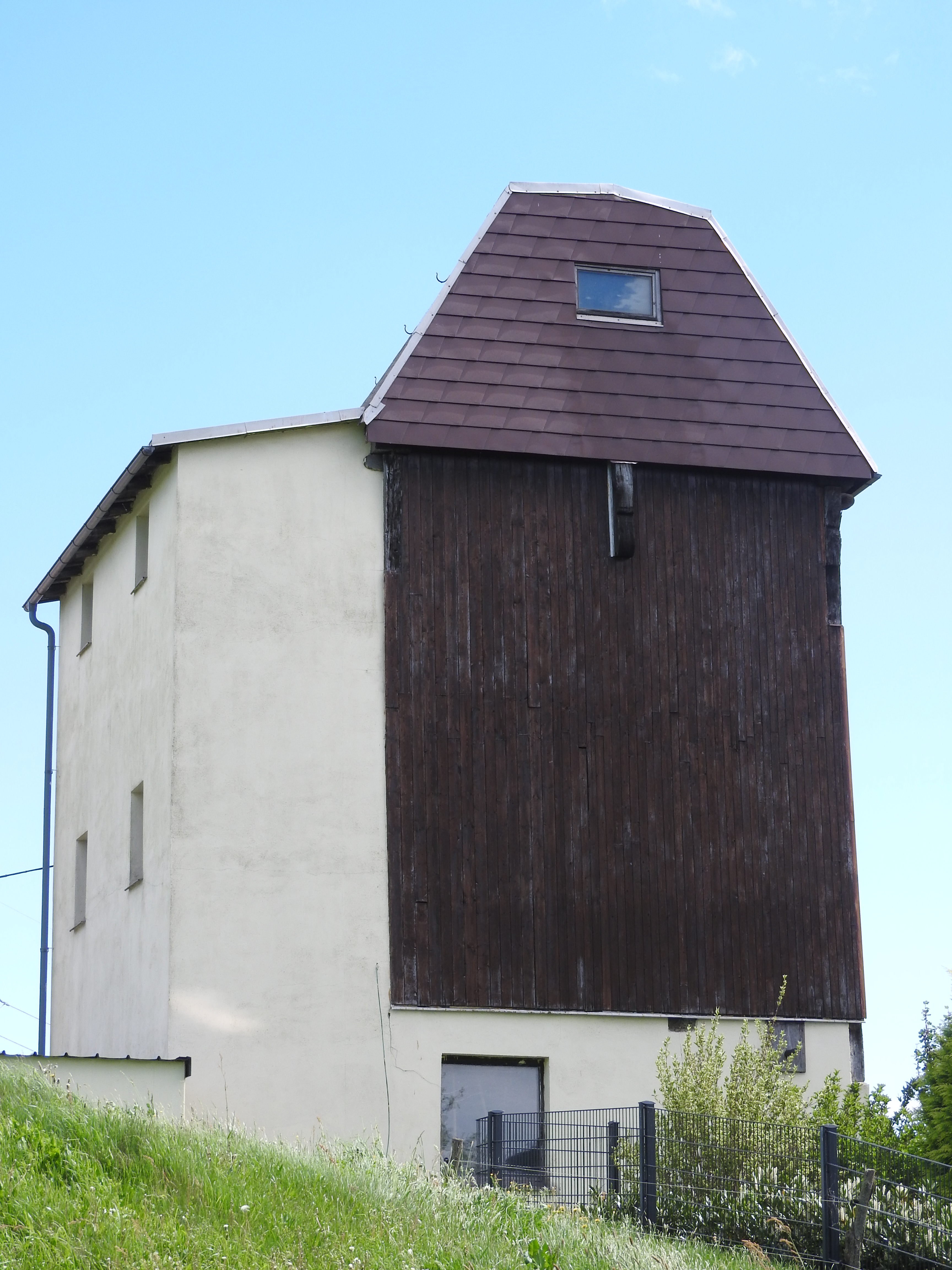
Bockwindmühle

## Politik
Seit der Kommunalwahl am 26. Mai 2019 hat der Gemeinderat folgende Zusammensetzung:
- CDU Pölzig – 3 Sitze (26,9 %)
- TSV 1861 Pölzig – 4 Sitze (29,5 %)
- Wählergemeinschaft KVP, JC, FWV – 5 Sitze (43,6 %)

Die Wahlbeteiligung lag bei 63,6 %.

## Wirtschaft und Infrastruktur

### Verkehr

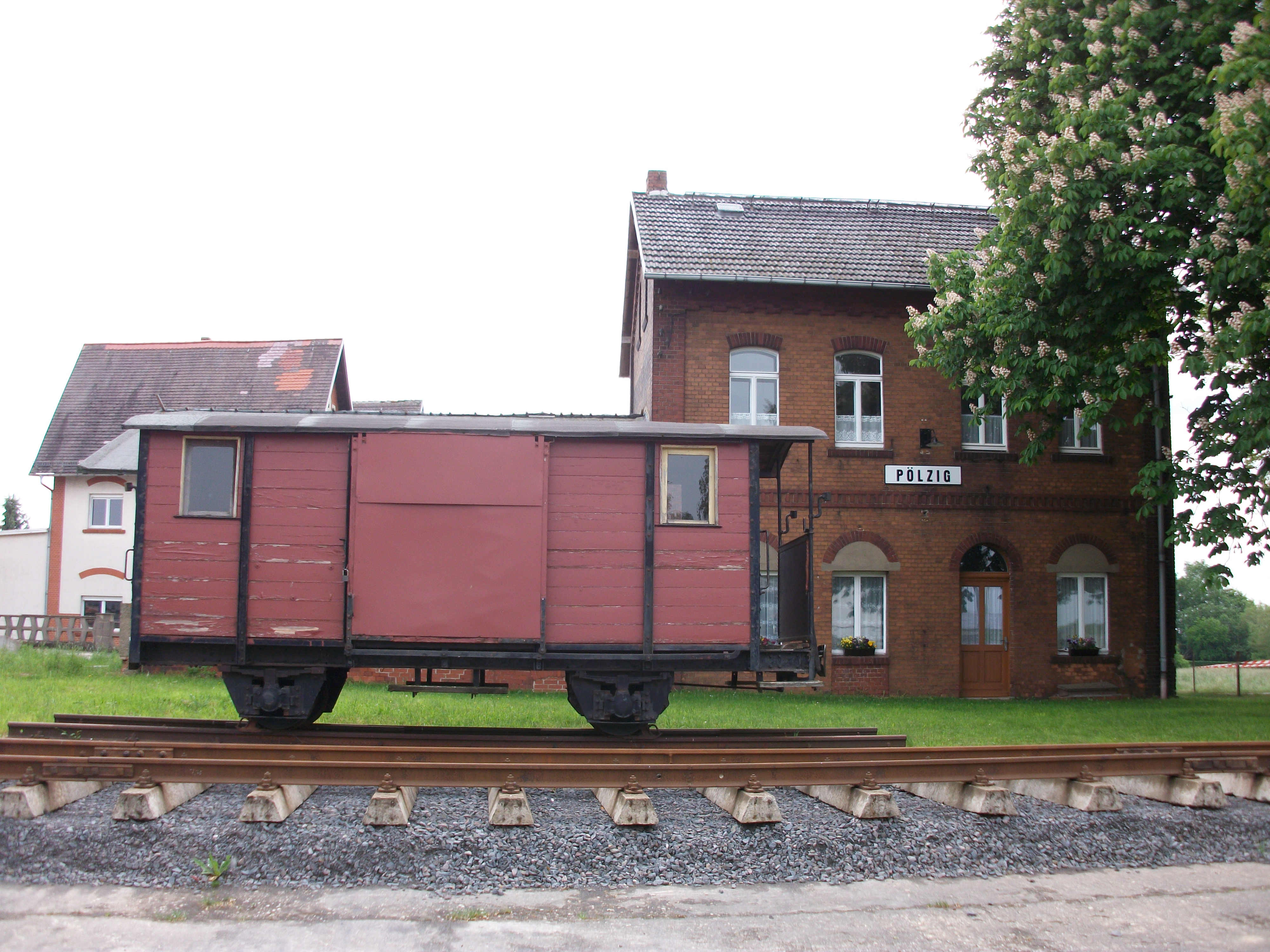
Ehemaliger Bahnhof Pölzig, Empfangsgebäude Gleisseite mit historischem Waggon (2019)

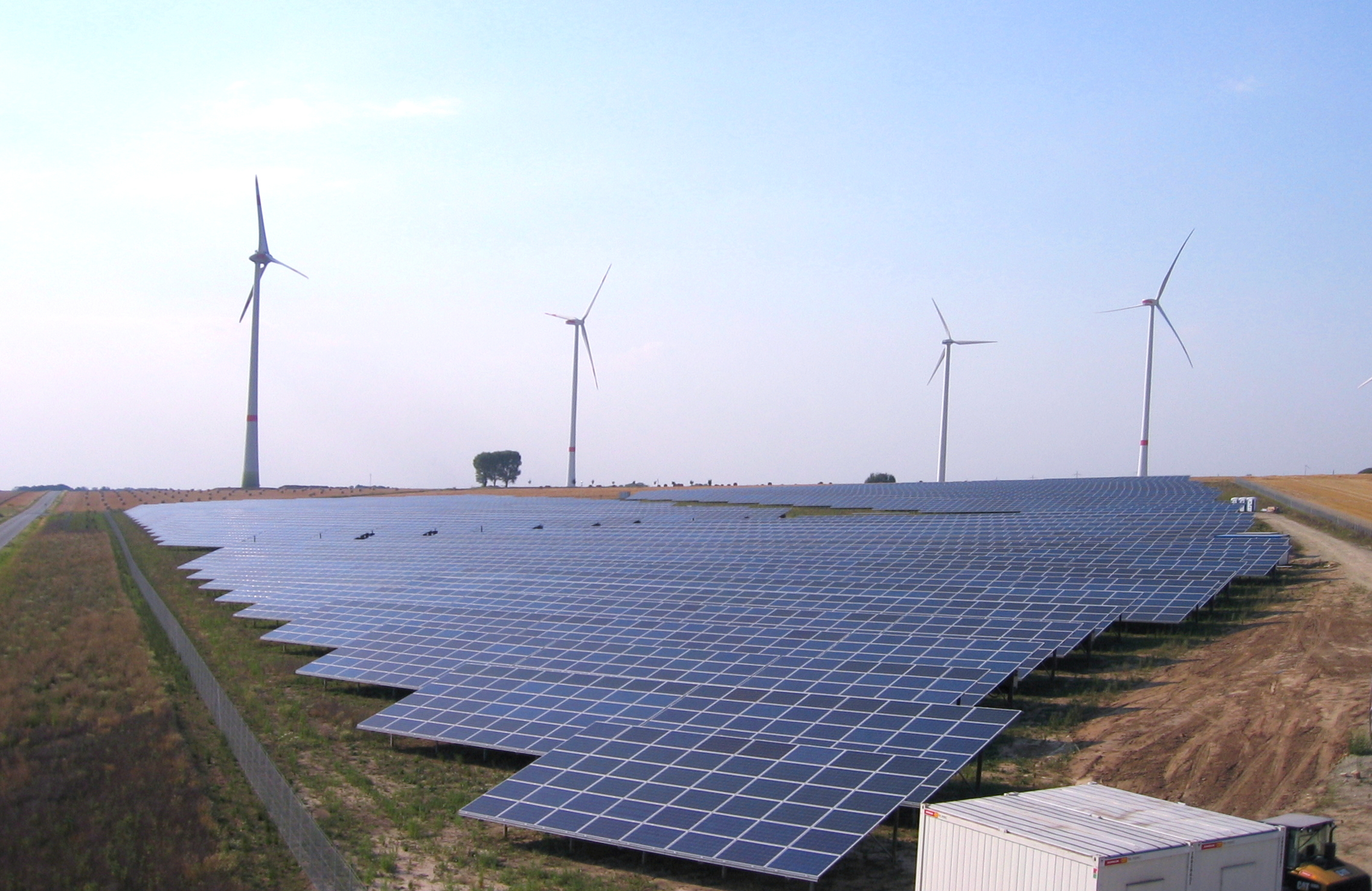
Erzeugung erneuerbarer Energie in Pölzig

Pölzig war von 1901 bis 1969 an die Gera-Meuselwitz-Wuitzer Eisenbahn angeschlossen. Das bis heute erhalten gebliebene Empfangsgebäude befindet sich am Rand eines Gewerbegebiets nordwestlich von Pölzig in der Beiersdorfer Flur. Es wird heute als kleines Museum und als Domizil des Vereins „IG GMWE Bahnhof Pölzig“ genutzt.
Ferner führt durch Sachsenroda, Pölzig und Beiersdorf die Landesstraße 1081 von Seelingstädt-Chursdorf zur sachsen-anhaltischen Landesgrenze bei Heuckewalde.
Den ÖPNV sichert hauptsächlich die RVG Regionalverkehr Gera/Land. Mit der Linie 208 ist Pölzig unter der Woche direkt und am Wochenende über Heuckewalde im Zweistundentakt an Gera angebunden. Weiterhin verbindet der Omnibusbetrieb „Herzum Tours“ den Ort in unregelmäßigem Takt mit Ronneburg.

### Wasserver- und Abwasserentsorgung
Die Gemeinde Pölzig ist Mitglied im Zweckverband Wasser / Abwasser Mittleres Elstertal. Dieser übernimmt für die Gemeinde die Trinkwasserversorgung und Abwasserentsorgung.